# Samuele Papi
Samuele Papi (Ancona, Italia; 20 de marzo de 1973) es un jugador profesional de voleibol italiano. Ocupa la posición de receptor/atacante en el Pallavolo Piacenza.

## Biografía

### Clubes
Debuta con en la Liga Italiana en la temporada 1990/1991 con 17 años con la camiseta del Pallavolo Falconara y en verano 1994 se marcha al PV Cuneo donde se queda hasta el 1998. Con el equipo de Piamonte gana una copa y una supercopa de Italia, dos recopas de Europa, una Challenge Cup y dos supercopas de Europa.
En la temporada 1998 ficha por el Sisley Treviso donde milita por 13 temporadas ganando 23 títulos entre competiciones italianas (6 campeonatos, 4 copas de Italia y 7 supercopas) y europeas (3 Champions League, 1 Copa CEV y 1 Challenge Cup).
En 2011 se marcha al Pallavolo Piacenza donde gana otra copa de Italia y otra Challenge Cup; además, gracias a las participaciones de su equipo en los playoff de 2012/2013, se convierte en el jugador que más ediciones de los playoff ha disputado.

### Selección
Después de unos años y títulos en las selecciones juveniles, el 15 de diciembre de 1993 debuta con la  selección italiana. Con los azzurri participa en 4 ediciones de los Juegos Olímpicos y gana 4 medallas (de plata en las ediciones de  Juegos Olímpicos de Atlanta 1996 y de  Juegos Olímpicos de Atenas 2004, bronce en las de   Juegos Olímpicos de Sídney 2000 y de  Olímpicos de Londres 2012) convirtiéndose así en el voleibolista italiano que más medallas olímpica ha ganado.
Además de las medallas olímpicas se proclama por dos veces campeón del mundo (en Mundial 1994 y Mundial 1998) y por tres veces campeón de Europa; también gana por 5 veces la Liga Mundial de Voleibol.

## Palmarés

### Clubes
- Campeonato de Italia (6): 1998/99, 2000/01, 2002/03, 2003/04, 2004/05, 2006/07
- Copa de Italia (6): 1995/96, 1999/00, 2003/04, 2004/05, 2006/07, 2013/14
- Supercopa de Italia (8): 1996, 1998, 2000, 2001, 2003, 2004, 2005, 2007
- Champions League (3): 1998/99, 1999/00, 2005/06
- Supercopa de Europa (3): 1996, 1997, 1999
- Recopa de Europa/Copa CEV (3): 1996/1997, 1997/1998, 2010/2011
- Challenge Cup (3): 1995/96, 2002/03, 2012/13